# Irací Hassler
Irací Hassler, née le 6 novembre 1990 à Santiago du Chili, est une économiste et femme politique chilienne, membre du Parti communiste. Elle est maire de Santiago de 2021 à 2024.

## Biographie
Elle étudie l'économie à l'université du Chili. Après avoir participé aux manifestations étudiantes de 2011, Irací Hassler rejoint les Jeunesses communistes, puis devient membre du Parti communiste du Chili. Elle est élue conseillère municipale de Santiago pour le mandat 2016-2021.
Elle se présente aux élections municipales de mai 2021 à Santiago et bat Felipe Alessandri, maire sortant de droite. Elle entre en fonction le 28 juin suivant.
Candidate à un second mandat lors des élections municipales d'octobre 2024, elle obtient 28,95 % des voix et est battue par Mario Desbordes, candidat de Chile Vamos, qui l'emporte avec 50,18 % des voix. Elle quitte son poste de maire et décide de préparer sa candidature aux élections législatives de 2025.